# Римська сільська вілла
Римська сільська вілла (італ. villa rustica) — заміський аграрний будинок в Італії, починаючи з пізнього республіканського періоду.

## Загальна історія вілл

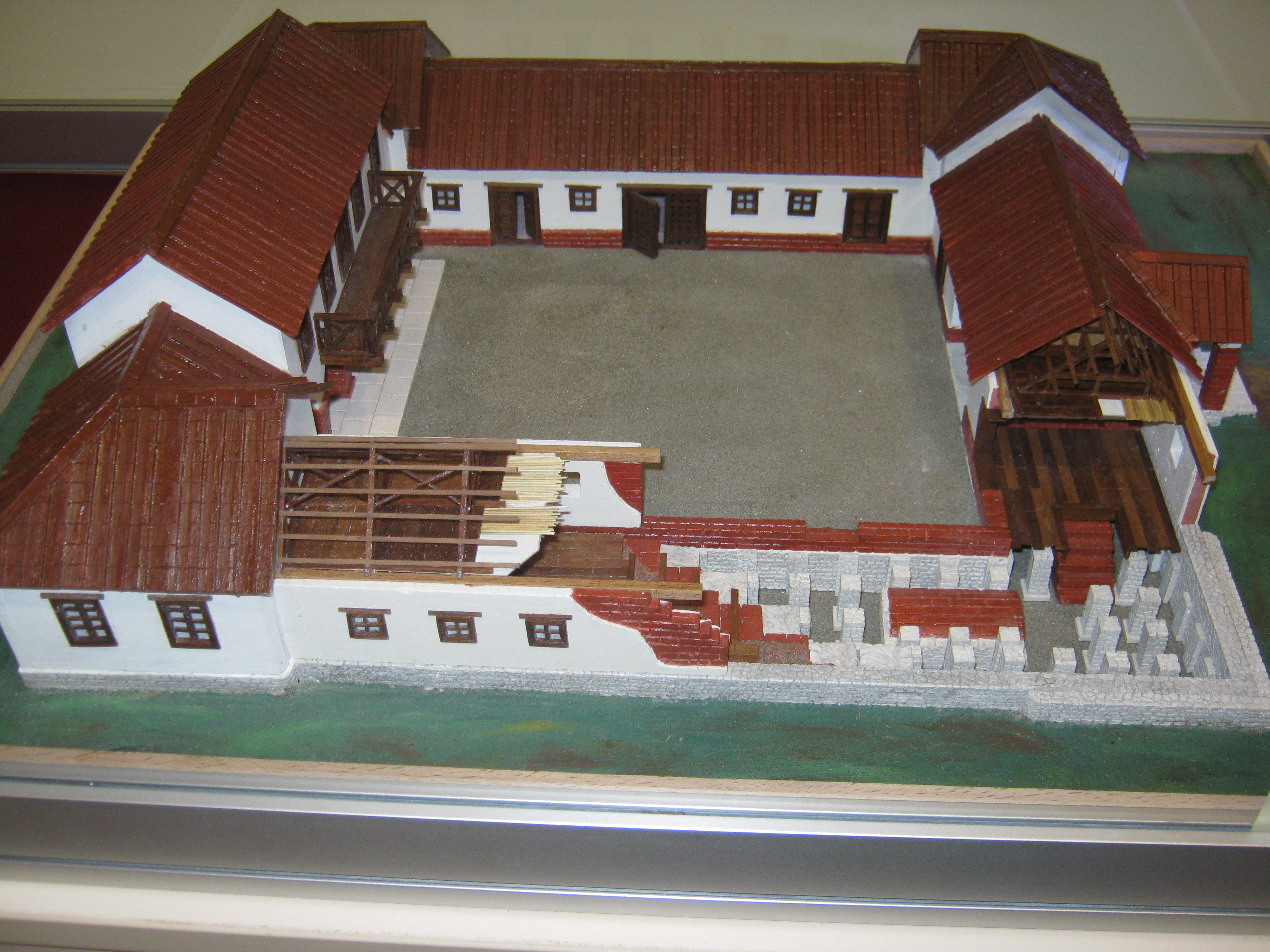
Модель villa rustica

Пліній Старший поділяв вілли на два типи: перший - villa rustica, господарський маєток націлений на фермерство та працю, де працювало багато слуг. Другий тип - villa urbana, маєток 
розташований поруч з містом, який слугував в першу чергу для відпочинку.
У період імперії вілл було дуже багато, вони прикрашались мозаїками та фресками,  і їх призначення могло змінюватись, на приклад деякі, як віллу Адріана в Тіволі, використовували переважно для розваг. Деякі слугували просто як заміські будинки або дачі, інші символізували владу місцевого можновладця, як палац у Фішборні, що в Сассексі.
Пізня Римська республіка стала свідком значного зростання будівництва вілл в Італії, особливо в роки після диктатури Сулли. В Етрурії вілла в Сеттефінестре була центром однієї з латифундій, які займалися великим сільськогосподарським виробництвом.
Деякі пізньоримські вілли мали такі предмети розкоші, як кімнати з підігрівом гіпокаусту та мозаїчною підлогою; мозаїка відома ще з римської Британії. Багаті римляни іноді володіли кількома віллами. Зокрема, у Плінія Молодшого — племінника Плінія Старшого, було три або чотири заміські будинки, з яких розташований поблизу Laurentium був найвідомішим. Вілла вважалася показником престижу і благополуччя найбагатших римлян, місцем для вибудовування особистих відносин. Згодом заміські вілли розширювалися, поступово стаючи схожими на міські резиденції. Вони були обладнані всіма зручностями і нерідко були більшими міського будинку; часто були оточені доглянутими парками і садами. У деяких були бібліотеки і читальні зали, лазні та відкриті басейни.
У IV столітті 
«вілла» могла означати просто сільськогосподарське господарство: Єронім переклав у Євангелії від Марка Хоріон , описуючи оливковий гай у Гетсиманії, словом «вілла», не роблячи висновку, що там взагалі були якісь житла.  

## Сільські вілли
Вілли в сільській місцевості працювали як самостійні, самозабезпечувані одиниці з оливковими садами, виноградниками та полями.
Римські письменники часто згадували про самодостатність своїх сільських вілл, де пили вино власного виробництва та споживали свої продукти.
Говорячи про це, варто зазначити, що ідеальним римським громадянином, був саме фермер, оскільки Рим – в першу чергу аграрна цивілізація, тому людина, яка мала свою землю і вміло нею керувала і збирала гарні врожаї – дуже поважалась.
Існували також орієнтовані виключно на прибуток – рабські вілли, латифундії. Також вони вирощували достатньо продуктів не лише на продаж, а і для харчування рабів.
в сільському господарстві переважали вілли долинах річок, на приклад багато розташовувалось біля річки По, також в Кампанії та Сицилії, а ще діяли в Галлії. Вілли були центрами різноманітної діяльності, як видобуток корисних копалин, гончарні фабрики або розведення тварин, на приклад коней. У північно-західній Галлії. Вілли, які спеціалізувалися на морському експорті оливкової олії для римських легіонів у Германії, стали характерною рисою південної Піренейської провінції Hispania Baetica. Деякі розкішні вілли були розкопані в Північній Африці в провінціях Африка і Нумідія.
Після розвалу Римської імперії, більшість сільських вілл занепало, але деякі згодом або відбудовані, або перебудовані в абатства чи просто розкішні особняки. 

## Розташування і влаштування сільської вілли

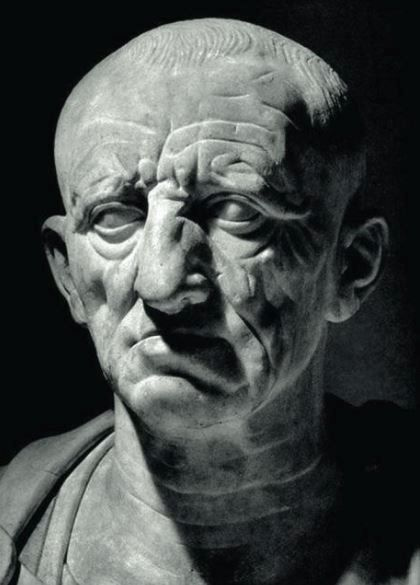
Марк Порцій Катон Старший

Сільська вілла розташовувалась за Катоном – на південному підніжжі гори у захищеному від бурі місці, поруч з водоймою і дорогою до міста, що б комфортно вирощувати виноград, оливки та інші рослини, розводити тварин(волів, овець, свиней, курей, гусей та ін), після чого продавати або обмінювати на необхідні для вілли й власника речі.
Також на території вілли розташовували преси для винограду, давильні для олії та млини для очищення оливок від кісточок. Саме на віллах виготовляли основну масу вин та олій.
Найбільше інформації про сільську віллу ми маємо саме від Катона, який поділяв їх на такі типи:
1). Виноградний двір в 100 югерів з шістнадцятьма робочими
2). Оливковий(або ж олійний) сад в 250 югерів з тринадцятьма працівниками
Відповідно до врожайності на віллі, кількість пресів, млинів та давилень могла змінюватись
З розширенням Імперії, вілли поширилися на західні провінції. Ясно, що вілла мала сільськогосподарську та політичну роль. У Римській Галлії термін вілла застосовувався до різних будівель. Вілли в Римській Галлії  залежали від регіональних відмінностей, наприклад, у північній і центральній Галлії поширені були фасади з колонами та павільйони, тоді як у Південній Галлії популярними стали перистильні. Дизайн вілл, розташування, номери кімнат і близькість до озера чи океану були способами демонстрації багатства.
Галло-римська вілла, була тісно пов’язана з виноробством. Власниками, ймовірно, були представники місцевої галльської еліти, які швидко романізувалися після завоювання, а також римляни та італійці, які хотіли використовувати багаті місцеві ресурси. 

## Архітектура комплексу вілл
«Класична вілла» мала багато форм своєї архітектури. Часто використовували перистиль, або ж як його ще називають – артіум, для просторів, що були замкнуті, відкриті для світла й повітря.
Багаті громадяни будували комплекси вілл, поруч з містами. Комплекси складались з таких частин:
Pars urbana, де жив власник і його родина. Він був схожий на будинок заможної людини в місті і мав розписані стіни.
Pars rustica, де працював і жив господар та раби вілли. Це також було житло для тварин на фермі. Зазвичай тут були й інші приміщення, які могли використовуватися як комори, лікарня і навіть в'язниця.
Villa fructuaria були коморами. Тут зберігалася продукція ферми, готова до транспортування покупцям. Комори тут використовувалися для зберігання олії, вина, зерна, винограду та будь-якої іншої продукції вілли. Інші приміщення вілли могли включати кабінет, храм для поклоніння, кілька спалень, їдальню та кухню.

## Управління віллою
Належала вілла її власнику, а от керував вже господар вілли, який був відповідальний за влаштування праці, стежив за рабами, тваринами, птицею, працівниками, полями, садами і загалом контролював всю працю на господарстві, працюючи і сам.
Господарю вілли допомагала ключниця(часто це була жінка господаря), яка була відповідальна за готування і запасання їжі, прибирання та різні дрібниці.
Основну роботу ж виконували наймані працівники або раби, чия кількість залежала переважно від врожайності окремо взятої вілли

## Відомі приклади вілл
- Вілла Адріана в Тіволі, Італія
- Вілла Квінтиліїв, Рим, Італія
- Вілла Таємниць, Помпеї
- Вілла Борг, Німеччина
- Вілла Луллінгстоун, графство Кент, Англія